# 石田憲
石田 憲（いしだ けん、1959年7月20日 - ）は、日本の政治学者。千葉大学大学院社会科学研究院教授。国際政治講座担当。専門は国際政治史を中心とし、日独伊の比較研究も行っている。
兄は政治学者で東京大学名誉教授の石田浩。父は政治学者で東京大学名誉教授の石田雄。祖父は神奈川県知事や警視総監を務めた石田馨。曾祖父は茨城県知事を務めた大塚貢。伯父（父の姉の夫）は東京都知事を務めた鈴木俊一。

## 人物・略歴
東京都生まれ。父は政治学者の石田雄。1983年国際基督教大学教養学部卒業。1985年東京大学大学院法学政治学研究科修士課程修了、1992年「ファシズム期イタリア対外政策の黄昏: 1935-1939地中海をめぐるイタリアの対英政策を中心として」で博士（法学）の学位を取得。93年大阪市立大学法学部助教授、97年千葉大学法経学部助教授、2000年教授。2014年より立憲デモクラシーの会の呼びかけ人も務める。

## 著書

### 単著
日本語
- 『地中海新ローマ帝国への道――ファシスト・イタリアの対外政策 1935-39』東京大学出版会、1994年。
- 『敗戦から憲法へ――日独伊憲法制定の比較政治史』岩波書店、2009年。
- 『ファシストの戦争――世界史的文脈で読むエチオピア戦争』千倉書房、2011年。
- 『日独伊三国同盟の起源――イタリア・日本から見た枢軸外交』講談社選書メチエ、2013年。
- 『戦後憲法を作った人々――日本とイタリアにおけるラディカルな民主主義』有志舎、2019年。
- 『戦争を越える民主主義－日本・イタリアにおける運動と熟議のデモクラシー－』有志舎、2024年。

英語
- Japan, Italy and the Road to the Tripartite Alliance. Lonodon: Palgrave Macmillan, 2018.　https://www.palgrave.com/br/book/9783319962221

### 編著
- 『膨張する帝国 拡散する帝国――第二次大戦に向かう日英とアジア』東京大学出版会、2007年。

### 共著

#### 日本語
- 「二人の駐英大使――吉田茂とディーノ・グランディ」下斗米伸夫、五百旗頭真編『20世紀世界の誕生』情報文化研究所、2000年、本文27-43頁、質疑応答50-52頁。
- 「丸山眞男とレンツォ・デ・フェリーチェ――二つのファシズム論」小林正弥編『丸山眞男論――主体的作為、ファシズム、市民社会』東京大学出版会、2003年、145-175頁。
- 「同床異夢の枢軸形成――一九三七年のイタリアを中心に」89-143頁、工藤章、田嶋信雄編『日独関係史一八九〇－一九四五 Ⅱ 枢軸形成の多元的力学』東京大学出版会、2008年、89-143頁。
- 「日伊両国における戦争犯罪――3つの歴史的比較の視座」記録集編集委員会編『南京事件70周年――国際シンポジウムの記録』日本評論社、2009年、200-211頁。
- 「イタリアのアフリカにおける植民地との比較から」国立歴史民俗博物館編『「韓国併合」100年を問う 2010年国際シンポジウム』岩波書店、2011年、253-262頁。
- 「丸山眞男――イタリアとの比較に見るラディカル・デモクラット像」趙景達、原田敬一、村田雄二郎、安田常雄編『講座 東アジアの知識人 第５巻――さまざまな戦後 日本敗戦～1950年代』有志舎、2014年、88-105頁。
- 「ファシズム論」金澤周作監修、藤井崇他編著『論点・西洋史学』ミネルヴァ書房、2020年、260-261頁。
- 「地中海におけるヨーロッパ内植民地――ドデカネス諸島をめぐる新たな帝国主義と抵抗運動のグローカル･ネットワーク」五十嵐誠一、酒井啓子編『グローバル関係学7 ローカルと世界を結ぶ』岩波書店、2020年、68-89頁。
- 「ファシストの帝国――ヨーロッパ内植民地としてのドデカネス」永原陽子、吉澤誠一郎責任編集『岩波講座 世界歴史 20 二つの大戦と帝国主義Ⅰ20世紀前半』岩波書店、2022年、249-266頁。
- 「ファシスト新外交の展開――一九二一～三五年におけるイタリアの対外文化政策」桑名映子編『文化外交の世界』山川出版社、2023年、181-197頁。

#### 英語
- "The German-Japanese-Italian Axis as Seen from Fascist Italy." Ed. by Kudo Akira, Tajima Nobuo and Erich Pauer. Japan and Germany: Two Latecomers to the World Stage, 1890-1945. Vol. II: The Pluralistic Dynamic of the Formation of the Axis. Folkestone: Global Oriental Ltd, 2009, pp. 262-301.

#### 伊語
- "Il problema dei crimini di guerra in Giappone e in Italia. Tre punti di vista comparati." A cura di Giovanni Contini, Filippo Focardi e Marta Petricioli. Memoria e rimozione: I crimini di guerra del Giappone e dell'Italia. Roma: Viella, 2010, pp. 19-31.

## 論文

### 学術雑誌

#### 日本語
（著書所収分は省略）
- 「イタリアにおける戦争の記憶」（研究ノート）『千葉大学法学論集』第17巻、第4号（2003年）、117-136。
- 「日伊外務省と反共主義的国際観――三国同盟の起源をめぐって」『千葉大学法学論集』第18巻、第1号（2003年）、145-193。
- 「イタリア版劇場政治――ベルルスコーニ前首相の対外「失言」録に見るメディア・ポピュリズム」『法学雑誌』（大阪市立大学）第54巻、第2号（2007年）、773-798。
- 「文学から見た戦争――エチオピア戦争と日中戦争をめぐって」『千葉大学法学論集』第25巻、第1号（2010年）、49-95。
- 「憲法を作った人びと――高野岩三郎を中心として」『千葉大学法学論集』第29巻、第1・2号（2014年）、85-123。
- 「思想の言葉」、「帝国をめぐる「文化外交」――伊英関係におけるマルタ言語問題」『思想』2016年7月号、2-5、60-76。

#### 英語
- "Mussolini and Diplomats in the Ethiopian War: The Foreign Policy Decision-Making Process in Fascist Italy."『法学雑誌』（大阪市立大学）第42巻、第4号（1996年）、994-1004。
- "Racism Compared: Fascist Italy and Ultranationalist Japan."Journal of Modern Italian Studies, vol. 7, no. 3 (autumn 2002), 380-391.

#### 伊語
- "Due interpretazioni del fascismo in Italia e Giappone: Renzo De Felice e Masao Maruyama." Italia contemporanea, numero 223 (giugno 2001), 325-331.
- "Studio politico comparativo sulla Seconda Guerra Mondiale fra Giappone e Italia." Atti della Settimana della lingua italiana nel mondo 2016, pp. 35-43.　http://www.iictokyo.com/ryugaku/settimana/2016.html